# Puccinia pazschkei
Puccinia pazschkei är en svampart. Puccinia pazschkei ingår i släktet Puccinia och familjen Pucciniaceae.

## Underarter
Arten delas in i följande underarter:
- jueliana
- pazschkei